# Estación de la Sabana
La Estación de la Sabana de Bogotá es una construcción de estilo neoclásico, sede de la estación central del Ferrocarril de la Sabana de Bogotá y de los Ferrocarriles Nacionales de Colombia (FNC). Fue inaugurada el 20 de julio de 1917, durante el gobierno de José Vicente Concha. Esta construcción reemplazó a la antigua estación construida a finales de la década de 1880, cuya estética arquitectónica guardaba elementos espaciales comunes con estaciones férreas como la de Bosa, Se ubica sobre la Avenida Centenario con Carrera 20, en el barrio El Listón de la localidad de Los Mártires, en la zona sur del Centro de la ciudad. Durante la primera mitad del siglo XX fue un importante polo de desarrollo hacia el occidente de la ciudad. Debido al deterioro del sector y la decadencia del Ferrocarril de la Sabana, compañía operadora que desapareció en 1991, el edificio ha sufrido toda una serie de daños. En la actualidad, aunque no cumple con su función de central de transporte férreo de la ciudad, la recuperación del edificio se encuentra incluida en el plan de renovación urbana del sector.

## Historia
El edificio se construyó por el incremento del transporte de carga y de pasajeros entre la capital y el río Magdalena, respondiendo a un proyecto que se venía desarrollando desde el siglo XIX. De hecho, en 1908 se empalmaron los trayectos férreos entre Bogotá y Facatativá, pasando por el barrio San Victorino, Puente Aranda y Fontibón, y entre esta y el puerto fluvial de Girardot, siendo relevante el hecho de que hasta 1924 los pasajeros se viesen en la necesidad de cambiar de tren a medio camino, pues las distancias entre los rieles de las dos partes del trayecto presentaban una diferencia de 0,91 cm.

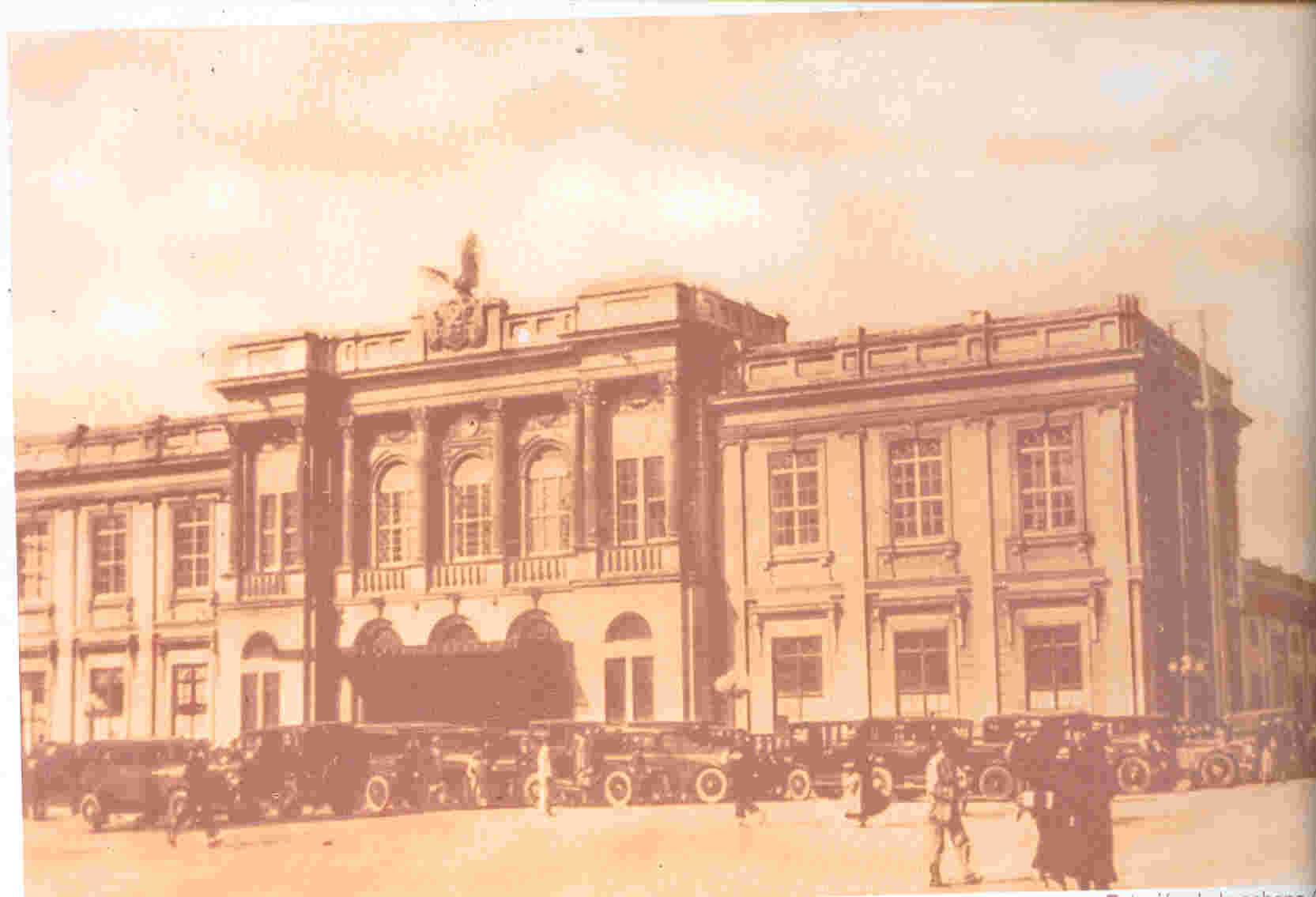
Estación Central del Ferrocarril de la Sabana en 1930.

La Estación fue diseñada por Mariano Santamaría y se construyó entre 1913 y 1917 por el ingeniero inglés William Lidstone. La decoración y ornamentación estuvieron a cargo del escultor suizo Colombo Ramelli. Este edificio remplazó la vieja estación construida en 1887 para la inauguración del ferrocarril entre Bogotá y Facatativá, pasando a ser la estación central de todas las líneas hacia la capital.
En 1953, la red del Ferrocarril de la Sabana comprendiendo el Ferrocarril del Occidente con seis estaciones, el del Sur con cinco, el del Norte con cuatro, el del Nordeste con ocho, y el del Oriente con apenas una. Su extensión en ese momento, que a la postre constituiría su máximo desarrollo, era de 200 km.
En 1955 se modificó profundamente la estructura interna del edificio, eliminándose los elementos decorativos y añadiendo un tercer piso.
El inmueble fue declarado monumento nacional por el decreto 2390 del 26 de septiembre de 1984, debido a su importancia histórica y cultural. La edificación, sin embargo, no ha cesado de deteriorarse,  y la liquidación de los Ferrocarriles Nacionales de Colombia en 1991 consolidó la crisis del inmueble. Actualmente es la sede de la Superintendencia de Puertos y Transporte.
En 2009 se anunció que el sector ocupado por la estación fue incluido dentro de los planes de renovación urbana de la capital. Según el Plan Maestro de Movilidad el lugar será el eje de articulación del Sistema de Transporte Integrado, compuesto por TransMilenio, el tren de cercanías y el metro. Del área total de renovación, el 40% será destinado al espacio público y el 60% al privado.

## Arquitectura

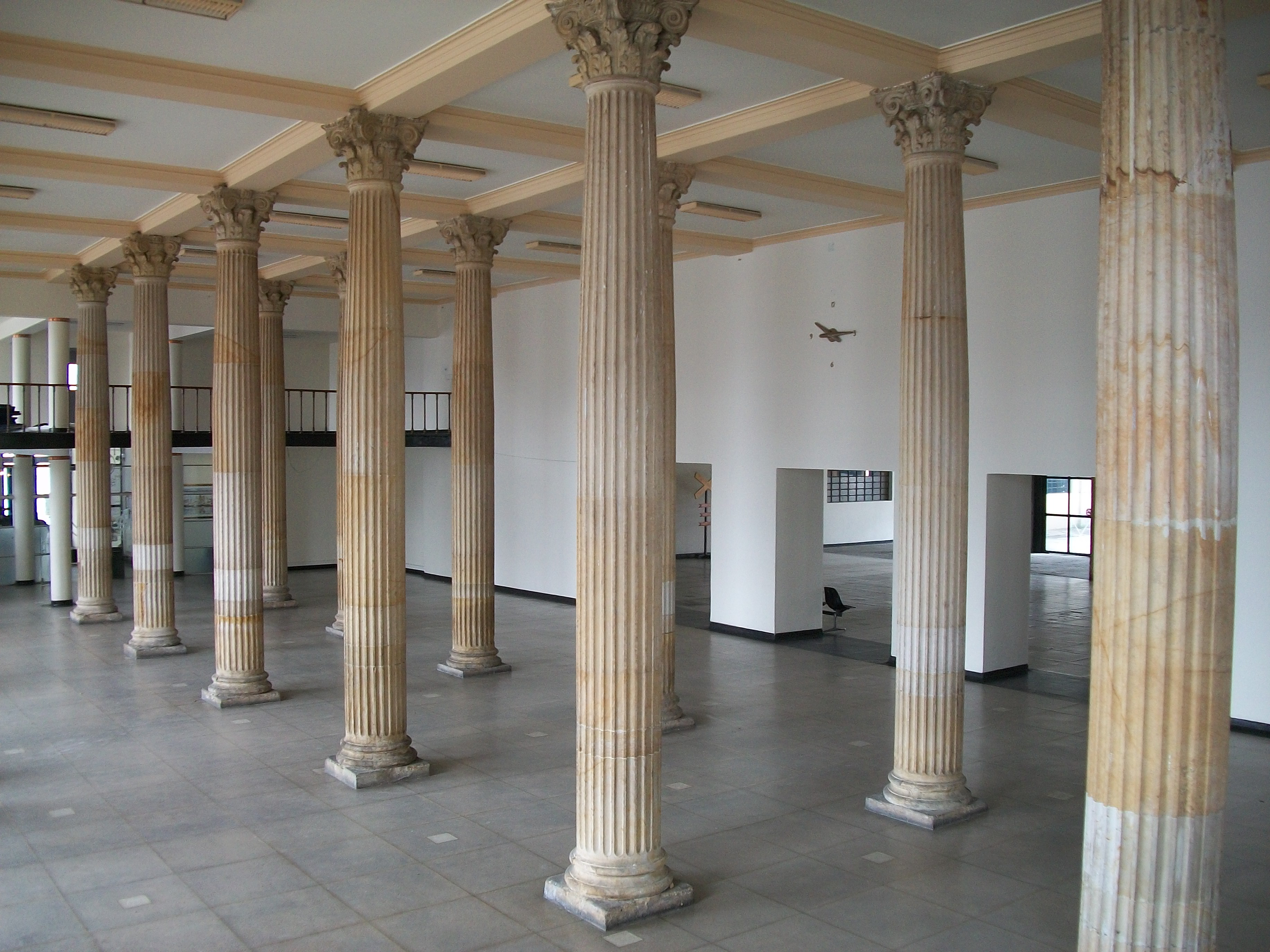
Columnas del interior del edificio de la estación.

Antes de las reformas, el inmueble se desarrollaba en torno a un vestíbulo central con columnas de piedra estriadas con capiteles corintios. De esta área se pasa a la zona de embarque, con un andén central y dos laterales. El conjunto estaba delimitado por edificaciones de dos niveles paralelas a las vías férreas, dándole al plano su aspecto de "U". Esas estructuras fueron en parte demolidas, conservándose únicamente un taller de 1913 con estructura metálica.
La fachada inicial solo tuvo dos niveles. En el ático del cuerpo central, ligeramente adelantado con respecto a los dos laterales, se encuentra tallado el escudo nacional con una escultura en su parte superior del cóndor de los Andes. Los cambios efectuados en 1954 se pueden apreciar principalmente en los cuerpos laterales, que revelan la inclusión de dos plantas, una arriba y otra abajo de la única que contemplaba el proyecto original.